# 에스키모 키스

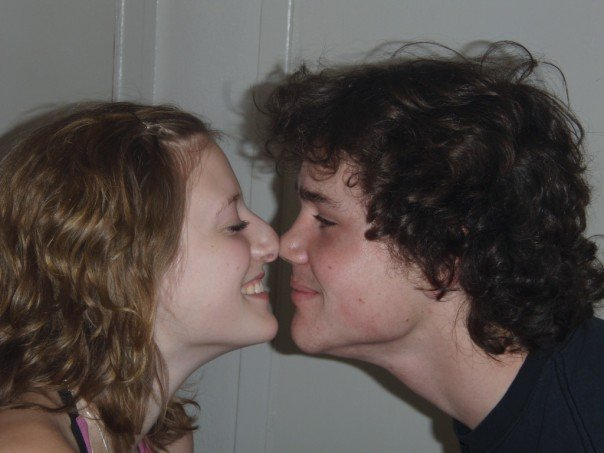
에스키모 키스

에스키모 키스(eskimo kiss, knuik)는 서로의 코를 비벼서 인사하는 방식이다.
코끝을 다른 사람의 뺨에 대고 누르거나 문지르는 행위에 대한 이누이트 언어 용어이다. 비이누이트 문화에서 사람들은 이것을 서로 코를 비비는 행위로 이해한다. 다른 문화권에서도 발견된다.

## 같이 보기
- 볼키스